# Motonari Iguchi
Pour les articles homonymes, voir Iguchi.
Motonari Iguchi (井口基成, Iguchi Motonari) (17 mai 1908 à Tokyo - 29 septembre 1983 id.) est un pédagogue et pianiste classique japonais. Il joue un rôle déterminant dans le monde de la musique classique japonaise d'après-guerre et ses éditions, publiées chez Shunjūsha, sont toujours des standards au Japon.